# バンベルク会議 (1926年)
バンベルク会議（バンベルクかいぎ）は、1926年2月14日にドイツのバンベルクで招集された、国家社会主義ドイツ労働者党（ナチ党）の幹部による会議。この会議によって、社会主義傾向の強いグレゴール・シュトラッサーの党内左派は敗北し、アドルフ・ヒトラーの党内独裁権がほぼ確立した。

## 背景
ナチ党は1923年のミュンヘン一揆で敗北し、指導者ヒトラーはランツベルク刑務所に収監された。ヒトラーは禁止されながらも実態としては存続していた党の統括をヒトラーに忠実であったアルフレート・ローゼンベルクに任せたが、彼は党務に向いておらず、反ヒトラー派のアントン・ドレクスラーやゴットフリート・フェーダーらとの党内抗争が激しくなった。一方で党幹部のグレゴール・シュトラッサーとその弟オットーは北ドイツに支持の地盤を持っており、偽装政党国家社会主義自由党や国家社会主義ドイツ自由運動の結成で国会議員になるなど、次第に党内での影響力を強めつつあった。

## 南北対立の激化
1924年12月20日に仮釈放されたヒトラーは、党の再構築と対立の解決に乗り出した。フィリップ・ボウラーとフランツ・クサーヴァー・シュヴァルツらの党官僚により党組織再編が行われ、ヒトラーは党の雑務から解放され、自由な行動が出来るようになった。その後は精力的な活動によって、1925年3月末までにヒトラーはバイエルン州にいるフェーダーを始めとする党員の掌握に成功した。4月にはかつての突撃隊（当時は偽装組織フロントバン）の掌握に乗り出し、実力者であったエルンスト・レームは政治活動からの引退を余儀なくされた。しかし元々ヒトラーの支持が薄い北ドイツにはこれらの影響が及ばず、シュトラッサーらに任せるほかなかった。
シュトラッサー派は労働者階級などに支持を広げ、新たな党員を獲得していった。ある地域では党員数が2倍から3倍になることもあった。この頃ヨーゼフ・ゲッベルスはグレゴールの秘書となり、有力な幹部の一人となった。拡大した北部の党は組織再編に反発し、党本部のあるミュンヘンを中心とする南部との対立を公然と主張するようになった。9月10日、グレゴールは北部の幹部を集めた会議をハーゲンで開催した。この会議では共産主義に近い経済政策の発表と、南部に対抗するための結束が議決された。彼らはヒトラーを南部の「邪悪な助言者」から切り離し、革命の指導者としてドイツを導いてもらおうと考えていた。

## ハノーファー会議
11月、ドイツ共産党は、旧ドイツ帝国諸王侯の財産没収法案を国会に提出した（de）。この法案は即座に否決されたが、共産党は署名を集め、人民投票に持ち込もうとした。社会主義色の強いナチス左派は財産没収に賛成したが、保守層からの援助や支持を失いたくないヒトラーを含む南部の幹部は反対であった。
11月5日、北部大管区指導者の会議において土地と企業の国有化、農民への土地の分配を中心とする党綱領改定案が起草された。この改定案は1926年1月24日から25日にハノーファーで開催された北部大管区指導者の会議で提示された。この会議にはヒトラーの代理としてフェーダーがオブザーバーとして参加していたが、「ヒトラーも私もこの綱領を認めるつもりはない」「ヒトラーが財産没収を『ユダヤ人のペテン』と批判した」という彼の発言は幹部達によって罵倒された。改定案は南ラインラント大管区指導者ロベルト・ライを除くすべての大管区指導者によって承認された。この時ゲッベルスは、ミュンヘンの指導部の影響下から抜け出さなければヒトラーの除名を要求すると発言している。

## バンベルク会議
これを受けてヒトラーは2月24日にバイエルン州のバンベルクで全指導者を集めた会議を開催した。指導者の数でも南部派が優勢であり、北部派は当初から圧倒されていた。ヒトラーは党の誕生時から存在する25カ条綱領は「われわれの信仰の、われわれのイデオロギーの土台であり、それに手を加えることは、われわれの思想を奉じて死んでいった者達への裏切りを意味する」と演説し、党綱領改定を否定した。さらに全ての党指導部に指導者としての自分を受け入れるかという最後通牒を行った。グレゴールら北部の幹部もこれを受け入れざるを得ず、会議はヒトラーの指導者としての独裁権を認める形で終わった。グレゴールは屈服し、3月には支持者に対して綱領改定案のコピーを返却するよう要請した。

## 党内権力の集中
北部勢力を圧倒したヒトラーは、次に懐柔に乗り出した。グレゴールを宣伝全国指導者に任命する一方で、ゲッベルスの取り込みを図った。4月、ゲッベルスはヒトラーの個人的な客としてミュンヘンに招かれ、彼の演説を目の当たりにしたことですっかり虜となった。ルール大管区指導者に任じられた彼は、次第にシュトラッサー派から離れていった。以降シュトラッサー派の勢力は次第に衰えていった。
5月25日にはビュルガーブロイケラーにおいて党員総会が開かれ、ヒトラーに大管区指導者を含めた指導者の任免権を与えることと、25カ条綱領の不変が決定された。こうしてヒトラーの指導者原理による党内独裁権が確立された。